# Klapasawit (Kalimanah)
Klapasawit is een bestuurslaag in het regentschap Purbalingga van de provincie Midden-Java, Indonesië. Klapasawit telt 3889 inwoners (volkstelling 2010).